# Schlanker Bambushai
Der Schlanke Bambushai (Chiloscyllium indicum, ursprünglich Squalus indicus) ist ein Hai aus der Familie der Bambushaie (Hemiscylliidae).

## Merkmale
Die Art erreicht eine Länge maximal 65 Zentimeter, erwachsene Tiere messen meist zwischen 40 und 50 Zentimeter. Der Körper und Schwanz sind sehr schlank, woher die Art ihren Namen hat, mit deutlich ausgeprägten Leisten an den Körperseiten. Auf dem Rücken trägt der Hai dunklere Querstreifen, Sattelflecken und quer gepunktete Muster, auf den Flossen dunkle Punkte. Bei den Jungtieren ist keine deutliche Begrenzung der Sattelflecken ausgebildet.
Das Maul liegt deutlich vor den für die Gattung recht großen Augen. Sowohl die beiden Rückenflossen wie auch die Afterflosse setzen sehr weit hinten am Körper an. Die erste Rückenflosse setzt dabei oberhalb der Bauchflossen oder direkt hinter diesen an und der Beginn der Afterflosse liegt weit hinter dem Ende der zweiten Rückenflosse. 

## Verbreitung und Lebensraum
Er lebt im Westen des Indischen Ozeans vor Indien, Sri Lanka, Singapur, Thailand, Indonesien, Vietnam, Taiwan und Korea.
Er lebt auf dem Kontinentalschelf in Küstennähe und kommt möglicherweise auch im Süßwasser des unteren Laufs des Perak in Malaysia vor.

## Lebensweise
Über die Lebensweise des Schlanken Bambushais ist vergleichsweise wenig bekannt. Wahrscheinlich ernährt er sich wie verwandte Arten vor allem von wirbellosen Tieren. Die Art ist eierlegend (ovipar). Die Junghaie schlüpfen mit einer Länge von etwa 13 Zentimetern und die Geschlechtsreife erreichen die Männchen mit einer Länge von 39 bis 42 Zentimetern, die Weibchen mit etwa 43 Zentimetern.

## Verhältnis zum Menschen
Die kleinen Haie werden aufgrund ihrer geringen Größe als für den Menschen ungefährlich eingestuft. Er wird häufig von Küstenfischern in Indien, Sri Lanka und anderen Staaten gefangen, wo er als Nahrung genutzt wird, und kann von einer Überfischung sowie von starken Veränderungen seiner Habitate in Küstennähe betroffen sein, insbesondere von der Zerstörung von Korallenriffen. Da wenig über die Lebensweise und Fortpflanzung dieses Hais bekannt ist, wird angenommen, dass er von einem erhöhten Fischereidruck empfindlich reagiert.
Die International Union for Conservation of Nature (IUCN) führt die Art mit dem Status gefährdet („Vulnerable“) in der Roten Liste der gefährdeten Arten.